# فاطمه فتاحی جویباری
فاطمه فتاحی جویباری زادهٔ ۰۷/فروردین/۱۳۷۷ جویبار ورزشکار بانوی ایرانی و عضو تیم ملی در رشته کشتی (آزاد - آلیش) می‌باشد.
وی دارای مدرک تحصیلی کارشناسی تربیت بدنی و فعالیت حرفه ای خود را در این رشته از سال ۱۳۸۹ شروع کرده‌است.